# X-5試驗機

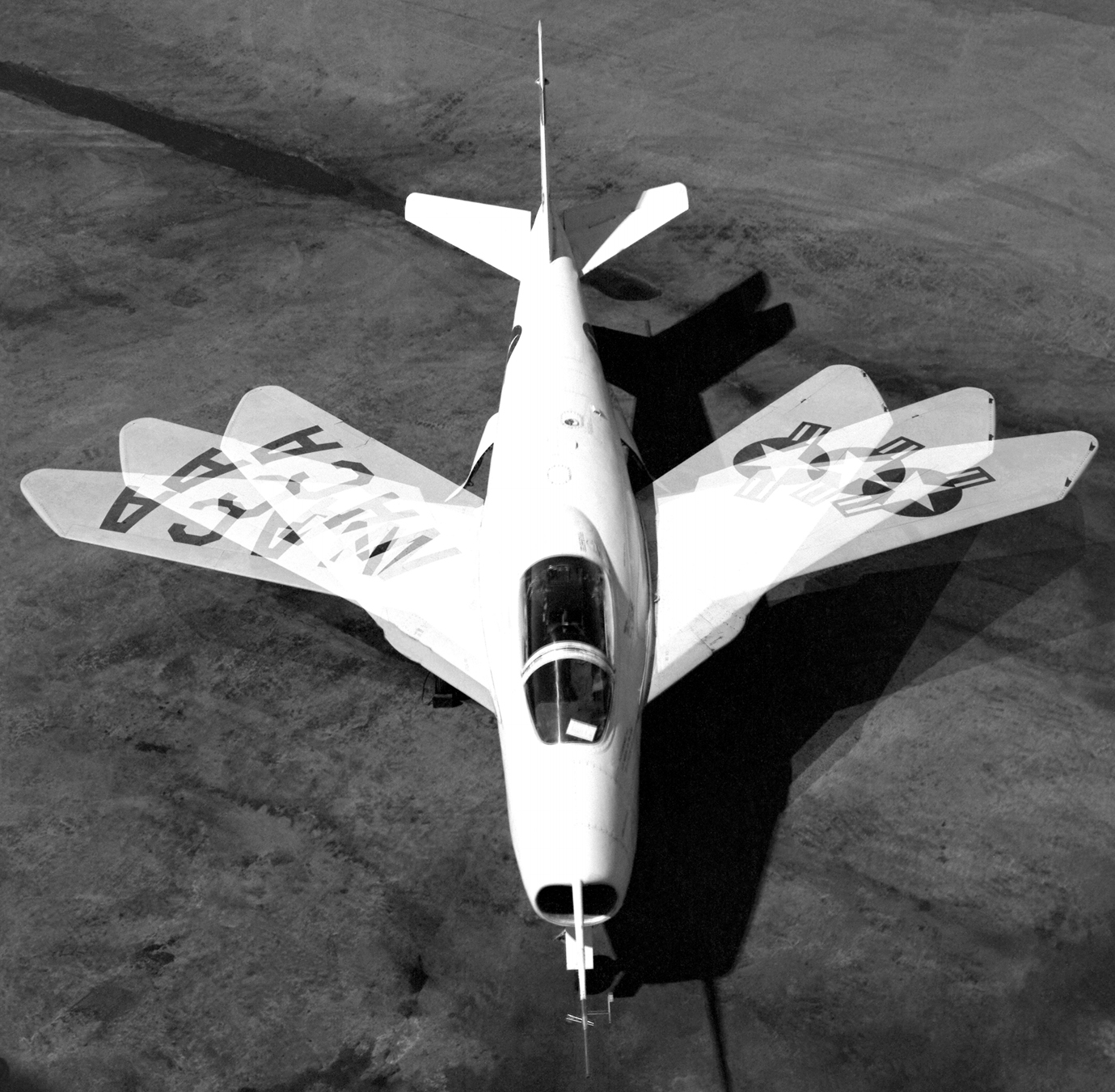
这张合成的照片清楚的展示了X-5的可变后掠翼

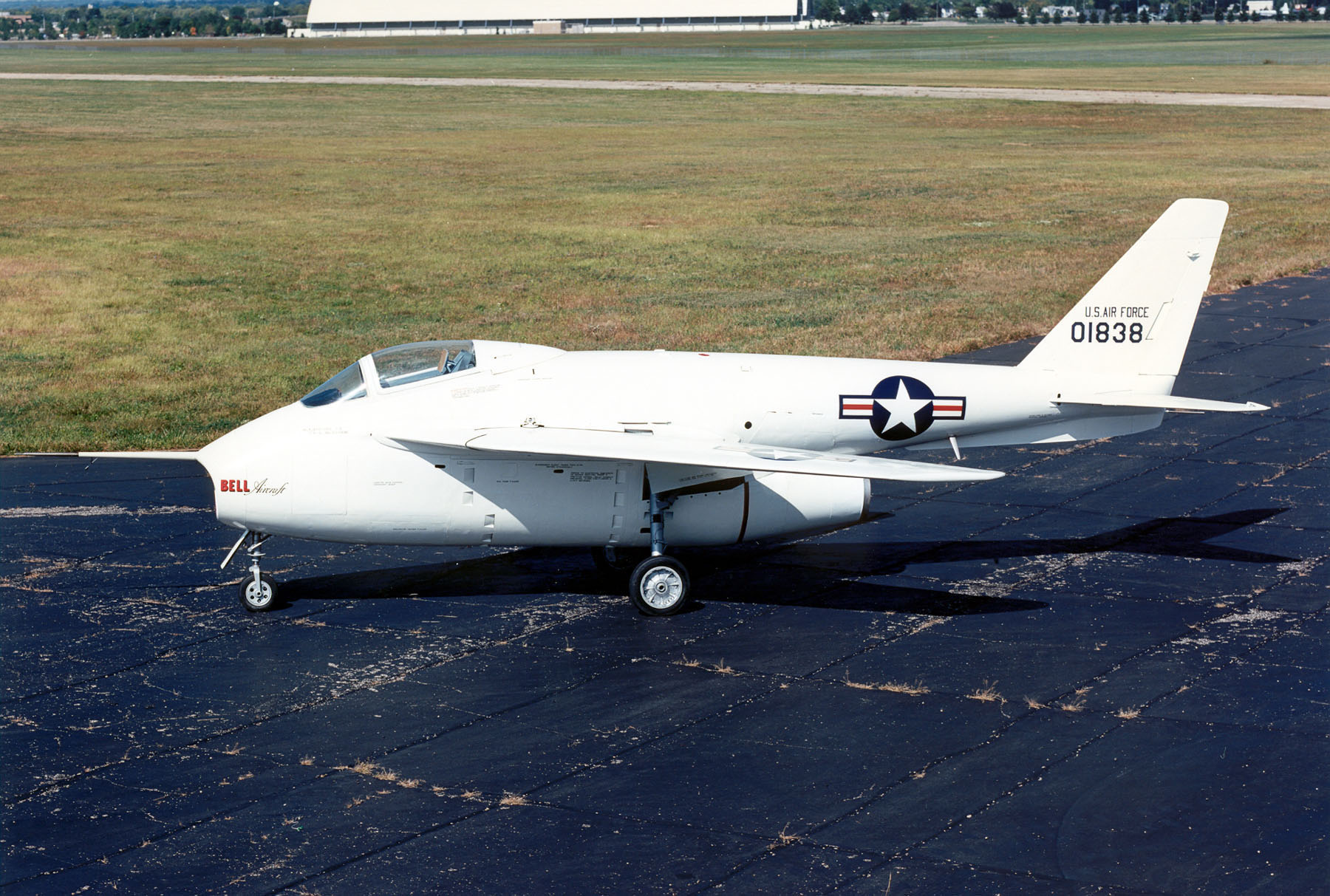
贝尔X-5

贝尔X-5是世界上第二架可变后掠翼飞机（Me P.1101是第一架）。它的设计灵感来源于二战期间纳粹德国梅塞施米特公司的Me P.1101，但是，德国人设计的飞机只能在地面上改变机翼后掠角度，而贝尔公司的工程师们设计出了可在空中改变机翼后掠角度的装置。

## 研发
X-5的后掠翼可以保持在三个角度：20°, 40°和60°。改变后掠角度的原理是：一个螺旋起重机将机翼的铰链沿着一组短轨移动，再用盘状刹车片将机翼固定。将机翼从最小后掠角度变到最大后掠角度只需要不到30秒的时间。当机翼改变后掠角度时，铰链和枢轴也会随着一起移动，这在某种程度上会将被改变位置的重心拉回来。即使这样，X-5在陷入尾旋时的表现还是很差，这导致了第二架原形机的坠毁，而飞行员在那次事故中牺牲。

## 历史
贝尔公司一共建造了两架X-5，编号分别为50-1838和50-1839。第一架X-5在1951年2月15日建造完成，两架飞机的首飞日期分别为1951年6月20日和1951年12月10日。几乎有200次试飞的速度达到了0.9马赫，并且高度达到了40000英尺（12200米）。1953年10月14日，在爱德华空军基地的一次尾旋测试中，美国空军上尉Ray Popson的X-5坠毁，而他本人丧生。另一架X-5在1958年之前被留在爱德华空军基地，在整个X-5计划完成（1955年）后，被轉用擔當新型實驗機測試時的追蹤機任務。它现在在代顿附近的Wright-Patterson空军基地内的美国空军国家博物馆展出。
X-5成功地展示了可變後掠翼的先进性，这种机翼适合于需要在许多不同的速度下执行任务的飞机。尽管X-5的稳定性有问题，但是可變後掠翼被成功地应用于许多飞机上，例如F-111，F-14和B-1。	

## 数据
基本信息
- 机组：1

性能
- 推重比：0.50:1